# James Hamilton, 1. Earl of Arran
James Hamilton, 1. Earl of Arran (* 1475; † 1529 auf Kinneil House) war ein schottischer Adliger.
James war ein Sohn des James Hamilton, 1. Lord Hamilton, und dessen zweiter Frau, der schottischen Prinzessin Mary. Er spielte bei den Streitigkeiten um die Regentschaft nach dem Tod Jakobs IV., der ihn am 11. August 1503 zum Earl of Arran erhoben hatte, eine hervorragende Rolle. 1520 wurde er von den Douglas unter Führung des Archibald Douglas, 6. Earl of Angus nach einem heftigen Straßenkampf aus Edinburgh vertrieben.
Nach dem Tode des Regenten, John Stewart, 2. Duke of Albany, im Jahre 1524, verband er sich mit der Königin Margarete, um im Namen des zwölfjährigen Jakob V. zu regieren, söhnte sich aber bald mit Angus aus und hatte bis zur Flucht Jakobs V. Anteil an der Regierung.
Der Earl heiratete 1490 zuerst Elizabeth, Tochter des Alexander Home, 2. Lord Home. Diese Ehe musste aber 1504 geschieden werden, da der totgeglaubte erste Ehemann von Elizabeth wieder auftauchte. In zweiter Ehe heiratete Arran dann Janet Bethune. Mit ihr hatte er die folgenden Kinder:
- Helen, ⚭ Archibald Campbell, 4. Earl of Argyll
- James, 2. Earl of Arran

Aus seiner Verbindung mit Beatrix, Tochter des John Drummond, 1. Lord Drummond, hatte er zwei weitere Kinder:
- Margaret, ⚭ Andrew Stewart, 1. Lord Stewart of Ochiltree
- John, Erzbischof von St Andrews